# Famosas em Apuros
Famosas em Apuros foi um reality show brasileiro exibido pela RecordTV, comandado pelo apresentador Rodrigo Faro. Foi incorporado ao programa de televisão Hora do Faro, sendo exibido no começo deste. Era exibido nas tardes de domingo, onde teve sua estreia em 3 de setembro de 2021 e exibido pela última vez, em 13 de fevereiro de 2022, onde em Abril de 2023 foi substituído pelo Casais em Apuros.

## Exibição
| Temporada           | Episódios | Exibição original     | Exibição original       |
| ------------------- | --------- | --------------------- | ----------------------- |
| Temporada           | Episódios | Estreia da temporada: | Término da temporada    |
| Famosas em Apuros 1 | 2         | 3 de setembro de 2021 | 19 de setembro de 2021  |
| Famosas em Apuros 2 | 3         | 9 de janeiro de 2022  | 23 de janeiro de 2022   |
| Famosas em Apuros 3 | 3         | 29 de janeiro de 2022 | 13 de fevereiro de 2022 |

## Formato
Com formato inédito, a atração coloca 3 famosas - geralmente cantoras, atrizes, modelos, repórteres - para experimentarem como é a rotina custosa de uma certa profissão (variante a cada temporada) ao longo de 1 semana.
Para isso, o trio deixa a vida na metrópole e encara uma viagem até uma região no meio do nada. Na comunidade, as três divas passam pelos desafios mais malucos que já enfrentaram, com direito a sustos, tretas e muitos apuros. Quem se der mal, enfrenta dificuldades; já quem se der bem, recolhe benefícios no jogo.
Além de todos os perrengues, elas ainda precisam conquistar o coração do público, que tem a chance de votar, por meio do R7.com, em sua candidata preferida para ganhar o prêmio de R$ 30 mil.

## Audiência
1. ↑  «Hora do Faro estreia o reality Famosas em Apuros neste domingo (12); saiba mais». Terra
2. ↑  «Hora do Faro estreia o reality Famosas em Apuros; saiba mais». Terra

Na tarde do último domingo (12), teve a estreia do quadro Famosas em Apuros no programa Hora do Faro. Na faixa das 16h01 às 18h20, a atração marcou média de 6 pontos, pico de 8 pontos e share de 10%. A terceira colocada marcou média de 5 pontos.
A faixa completa do programa Hora do Faro, no ar das 15h15 às 19h44, registrou média de 5 pontos em São Paulo, com pico de 8 pontos e share de 10%.
No Rio de Janeiro, a faixa completa marcou média de 5 pontos, pico de 7 pontos e share de 9%.

## Participantes
Famosas em Apuros conta até o momento com com 9 participantes oficiais.
| Temporada           | Vencedora           | 2.º lugar          | 3.º lugar         |
| ------------------- | ------------------- | ------------------ | ----------------- |
| Famosas em Apuros 1 | Li Martins          | Luiza Ambiel       | Adriana Bombom    |
| Famosas em Apuros 2 | Deborah Albuquerque | Raissa Barbosa     | Cátia Paganote    |
| Famosas em Apuros 3 | Anamara Barreira    | Ana Paula Minerato | Liziane Gutierrez |
| Famosas em Apuros 3 |                     |                    |                   |

## 1ª Temporada
Abaixo, a lista das participantes da edição com suas respectivas idades e profissões.
| Participante                                | Profissão | Resultado                           | % para vencer |
| ------------------------------------------- | --------- | ----------------------------------- | ------------- |
| Li Martins 37 anos, Sertanópolis - PR       | Cantora   | Vencedora em 19 de setembro de 2021 | 60.00%        |
| Luiza Ambiel 49 anos, Itatiba - SP          | Atriz     | 2.º lugar em 19 de setembro de 2021 | 20,91%        |
| Adriana Bombom 47 anos, Rio de Janeiro - RJ | Repórter  | 3.º lugar em 19 de setembro de 2021 | 19.9%         |

Histórico

| Episódio | Estrela                     | Prova | Resultados                                            |
| -------- | --------------------------- | --- | ----------------------------------------------------- |
| 1        | Luiza Ambiel                | Caça ao Mar Caranguejos: As famosas acompanhadas de tutores deveriam ir a um mangue caçarem caranguejos e juntarem a uma sacola. Ostras: As famosas voltariam ao mangue acompanhadas dos mesmos tutores e deveriam caçarem ostras, estes pontos somaria a primeira fase da prova. | Luiza Ambiel-8 pts. Li Martins - 7 pts. Bombom-7 pts. |
| 2        | Luiza Ambiel Adriana Bombom | Pescaria Fase 01: As famosas acompanhadas de tutores embarcariam em um barco e pescariam camarões em alto mar Fase 02: Após a pescaria as participantes deveriam fazer a limpeza de 9 peixes e Cozinharem e logo após seriam julgados pela atriz Antônia Fontenelle.              | Bombom-8 pts. Luiza Ambiel-3 pts. Li Martins -2 pts.  |

Recompensa e Perrengue

| Episódio | Recompensa      | Participante           | Perrengue                | Participante              |
| -------- | --------------- | ---------------------- | ------------------------ | ------------------------- |
| 1        | Jantar Especial | Luiza e Adriana Bombom | Dormir fora do MotorHome | Li Martins                |
| 2        | Noite no Iate   | Adriana Bombom         | Dormir na Barraca        | Li Martins e Luiza Ambiel |

## 2ª Temporada
Abaixo, a lista das participantes da edição com suas respectivas idades e profissões.
| Participante                                | Profissão           | Resultado                          |
| ------------------------------------------- | ------------------- | ---------------------------------- |
| Deborah Albuquerque 37 anos, São Paulo - SP | Assistente de palco | Vencedora em 23 de janeiro de 2022 |
| Raissa Barbosa 31 anos, Rio Branco - AC     | Modelo              | 2.º lugar em 23 de janeiro de 2022 |
| Cátia Paganote 45 anos, Brasília - DF       | Ex-Paquita          | 3.º lugar em 23 de janeiro de 2022 |

Histórico

| Episódio | Estrela             | Prova |
| -------- | ------------------- | --- |
| 1        | Deborah Albuquerque | Reciclagem: As famosas teriam que sair nas ruas recolhendo sacos de lixos recicláveis e ao final pesariam as sacolas a que desse mais vencia o desafio. Circuito : As famosas teriam que passar por um circuito carregando sacos de lixos de diferentes pesos,a que mais levasse os pesos venceria a prova. |
| 2        | Raissa Barbosa      | Adubo: As famosas teriam que ir até uma fazenda e carregar um caminhão com adubo. Cerca : As famosas teriam que fazer uma cerca na mesma fazenda, se dividindo em três funções. |
| 3        | Cátia Paganote      | Prova Final: As famosas teriam que completar um grande circuito no menor tempo possível, para se consagrar a vencedora |

Recompensa e Perrengue

| Episódio | Recompensa     | Participante                    | Perrengue                | Participante                         |
| -------- | -------------- | ------------------------------- | ------------------------ | ------------------------------------ |
| 1        | Jantar Japonês | Raissa Barbosa e Cátia Paganote | Dormir fora do MotorHome | Deborah Albuquerque                  |
| 2        | Spa            | Cátia Paganote                  | Dormir na Barraca        | Deborah Albuquerque e Raissa Barbosa |

## 3ª. Temporada
Abaixo, a lista das participantes da edição com suas respectivas idades e profissões.
| Participante                                   | Profissão              | Resultado                            |
| ---------------------------------------------- | ---------------------- | ------------------------------------ |
| Anamara Barreira 37 anos, Juazeiro - BA        | Influenciadora digital | Vencedora em 13 de fevereiro de 2022 |
| Ana Paula Minerato 30 anos, São Paulo - SP     | Modelo                 | 2.º lugar em 13 de fevereiro de 2022 |
| Liziane Gutierrez 35 anos, Rio de Janeiro - RJ | Modelo                 | 3.º lugar em 13 de fevereiro de 2022 |

Histórico

| Episódio | Estrela   | Prova |
| -------- | --------- | --- |
| 1        | Ana Paula | Madereira: As famosas teriam que cortar pedaços de madeira com machado Carvoaria : Após o corte teriam que colocar no forno e criarem carvão |

Recompensa e Perrengue

| Episódio | Recompensa     | Participante | Perrengue                                                                             | Participante    |
| -------- | -------------- | ------------ | ------------------------------------------------------------------------------------- | --------------- |
| 1        | Dormir na Cama | Ana Paula    | Dormir no Porta-Malas do carro Dormir no chão e ser assistente da estrela do episódio | Anamara Liziane |

## Outras aparições
Além de participarem do Famosas em Apuros, alguns dos participantes passaram a competir em outros reality ou talent shows.
| Participante        | Edição Famosas em Apuros | Colocação             | Reality ou talent show | Temp. | Colocação              |
| ------------------- | ------------------------ | --------------------- | ---------------------- | ----- | ---------------------- |
| Deborah Albuquerque | 2                        | Vencedora – 1.º lugar | A Fazenda              | 14    | Eliminada – 11.º lugar |